# 懐王
懐王（かいおう）は、中国戦国時代の楚の王（在位：紀元前328年 - 紀元前299年）。姓は羋、氏は熊。諱は槐。頃襄王の父。

## 略歴
秦の張儀の謀略に引きずり回され、国力を消耗し、最後は秦との戦いに敗れ秦に幽閉されたまま死去した。戦国時代の暗君の代名詞的存在と目され、楚の悲劇の象徴とされた。

## 子孫
孫（一説に玄孫）が、項梁に反秦軍の象徴として担ぎ出され即位するも、実権を持たず、疎んじられたすえに殺された、同様に懐王と呼ばれた後の義帝である。